# Left Coast Live
| Recensione | Giudizio |
| ---------- | -------- |
| AllMusic   |          |

Left Coast Live è il settimo album (e secondo dal vivo della discografia) dei Wet Willie, pubblicato dalla Capricorn Records nell'aprile del 1977.

## Tracce
Lato A
1. No, No, No – 3:11 (Michael Duke)
2. Grits Ain't Groceries – 3:21 (Titus Turner)
3. Everything That 'Cha Do (Will Come Back to You) – 5:42 (Ricky Hirsch)
4. Teaser – 3:52 (Michael Duke)

Durata totale: 16:06
Lato B
1. Lucie Was in Trouble – 11:50 (Ricky Hirsch)
2. Keep on Smilin' – 5:38 (Jack Hall, Jimmy Hall, Ricky Hirsch, John Anthony, Lewis Ross)

Durata totale: 17:28
- Il brano B1 sul retrocopertina dell'ellepì originale (ed anche sul CD) è riportato come Lucy Was in Trouble, mentre sull'etichetta del vinile è scritto Lucie Was in Trouble.

Edizione CD del 1999, pubblicato dalla Capricorn Records (314 538 103-2)
1. Shame, Shame Shame – 2:57 (Jimmy Reed) – Bonus Track
2. Baby Fat – 3:41 (Ricky Hirsch, Jimmy Hall, Michael Duke, Jack Hall) – Bonus Track
3. Grits Ain't Groceries – 3:21 (Titus Turner)
4. Everything That Cha Do (Will Come Back to You) – 5:47 (Ricky Hirsch)
5. Teaser – 4:08 (Michael Duke)
6. Jelly Jelly – 12:52 (Billy Eckstine, Earl Hines) – Bonus Track
7. Country Side of Life – 3:44 (Ricky Hirsch) – Bonus Track
8. Ring You Up – 5:29 (Michael Duke) – Bonus Track
9. Lucy Was in Trouble – 12:14 (Ricky Hirsch)
10. Keep on Smilin' – 5:49 (Jack Hall, Jimmy hall, Ricky Hirsch, John Anthony, Lewis Ross)
11. No, No, No – 4:12 (Michael Duke)

Durata totale: 64:14

## Formazione
- Jimmy Hall - voce solista, sassofoni, armonica
- Mike Duke - pianoforte, clavinet, armonie vocali
- Mike Duke - voce solista (brano: Teaser)
- Ricky Hirsch - chitarra solista
- John Anthony - moog, pianoforte elettrico, arpa, organo, chitarra ritmica
- Jack Hall - basso, accompagnamento vocale
- Lewis Ross - batteria

Ospite:
- Toy Caldwell - chitarra (brano CD: Jelly Jelly)[2]

Note aggiuntive:
- Paul Hornsby - produttore
- Kurt Kinzel - produttore
- Registrato dal vivo al Roxy di Los Angeles, California (Stati Uniti)
- Registrazioni effettuate con la Record Plant Mobile Unit #1
- David Roeder e Jack Crymes - remote crew
- Kurt Kinzel - ingegnere del suono
- Remixaggio effettuato al Capricorn Sound Studio di Macon, Georgia (Stati Uniti) da Kurt Kinzel
- Richard Schoff e David Pinkston - assistenti al remixaggio